# (176014) Vedrana
(176014) Vedrana est un astéroïde de la ceinture principale.

## Description
(176014) Vedrana est un astéroïde de la ceinture principale. Il fut découvert le 3 septembre 2000 à Apache Point par Sloan Digital Sky Survey. Il présente une orbite caractérisée par un demi-grand axe de 3,09 UA, une excentricité de 0,25 et une inclinaison de 10,6° par rapport à l'écliptique.